# Microsoft Tablet-PC

Ein Microsoft Tablet-PC (englisch tablet ‚Schreibtafel‘, US-engl. tablet ‚Notizblock‘) ist ein tragbarer Tablet-PC mit Microsoft-Betriebssystem. 

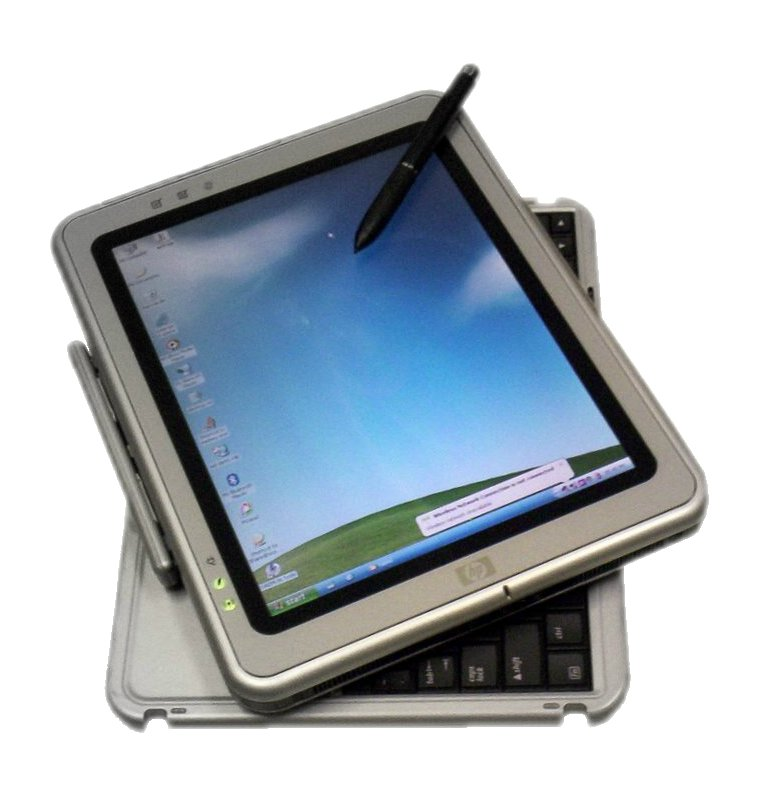
Hybrid-Tablet PC (HP TC1000) mit angeklappter Tastatur

Ein Tablet-PC ist ein spezielles Notebook besonders leichter Ausführung ohne aufklappbare Teile.
Der Begriff ist nicht markenrechtlich geschützt, es handelt sich also um eine Geräteklasse, die in der Hand gehalten und auch so bedient werden kann.
Moderne Designs verzichten auf eine Tastatur, die Eingabe von Daten im Dialog erfolgt durch Berühren der Displayfläche mit Stift oder Fingerspitze. Der berührungsempfindliche Bildschirm (Touchscreen) stellt entweder eine virtuelle Tastatur bereit oder zeigt Icons und Menüs zur Auswahl. Meist wird ein Tablet PC zusätzlich mit einer Software zur Handschrifterkennung ausgestattet.

## Geschichte

### Entwicklung stiftbedienbarer Computer
Die Idee des stiftbedienten Computers (penabled PC oder pen computer) gab es schon lange vor den Tablet-PCs. Der Begriff Tablet PC selbst wurde 2001 von Microsoft eingeführt. Das erste Konzept zu einem tragbaren Computer mit intuitiver Benutzeroberfläche war in den 1960er und 1970er Jahren das geplante Dynabook. Bereits in den 1980er Jahren wurde die erste Software zur Handschrifterkennung von Charles Elbaum entwickelt. Einer der ersten Computer mit echter Stifteingabe war 1993 der Newton von Apple, der Vorläufer der heutigen PDAs.
1991 wurde der Stift das erste Mal als ernsthafte Alternative zur Maus gesehen, worauf z. B. Microsoft die Pen Extensions für Windows 3.1 auf den Markt brachte. Zwischen 1992 und 1994 veröffentlichten mehrere Hersteller (beispielsweise Compaq, Fujitsu, IBM, NCR, Samsung und Toshiba) passende Hardware, die unter den zwei verfügbaren Betriebssystemen Windows for Pen Computers oder PenPoint (von GO Corporation) lief. Das DynaPad T100X von Toshiba war der erste richtige Vorläufer der Tablet-PCs. Das ThinkPad war, wie der Name erahnen lässt, ursprünglich als Slate geplant. Da diesen Konzepten keine großen Marktchancen eingeräumt wurden, verschwanden sie bei NCR und Samsung jedoch wieder in der Schublade. Pioniere für Stiftanwendungen und -hardware wie GRiD und die GO Corporation wurden aufgekauft oder liquidiert. Compaq, IBM, NEC und Toshiba stellten 1994/1995 alle stiftbasierten Produkte für Endverbraucher ein. Für die Industrie wurden jedoch weiterhin stiftbedienbare Computer hergestellt und verkauft. Ein Beispiel ist das SIMpad (2001).

### MicrosoftsTablet PC-Standard
Da Microsoft weiterhin an einem Konzept von stiftbedienten Computern festhielt, wurden über Jahre bei ihren computing in the future-Präsentationen immer wieder stiftbasierte Eingabegeräte vorgestellt und letztendlich 2002 die Tablet PC-Erweiterung für das Betriebssystem Windows XP veröffentlicht. Gleichzeitig wurden verschiedene Gehäusebauformen für Tablet-PCs vorgestellt. Seit dem Start der Windows XP Tablet PC Edition sind eine Vielzahl von Endgeräten, unter anderem von Dell, Fujitsu-Siemens, Hewlett-Packard, Lenovo und Toshiba, erhältlich. Die ursprüngliche Idee des Tablet-PC nach dem Microsoft-Standard war, dass die Bedienung eines Tablet PC primär durch Schreiben mit dem Stift auf dem Bildschirm erfolgt. Dabei erfasst ein induktiver Digitizer die Stiftbewegung wie in einem Grafiktablett. Eine Bedienung mit Fingern war am Anfang jedoch nicht vorgesehen, weswegen Digitizer zur Stiftbedienung heute bei Tablet-PCs immer noch üblich sind.

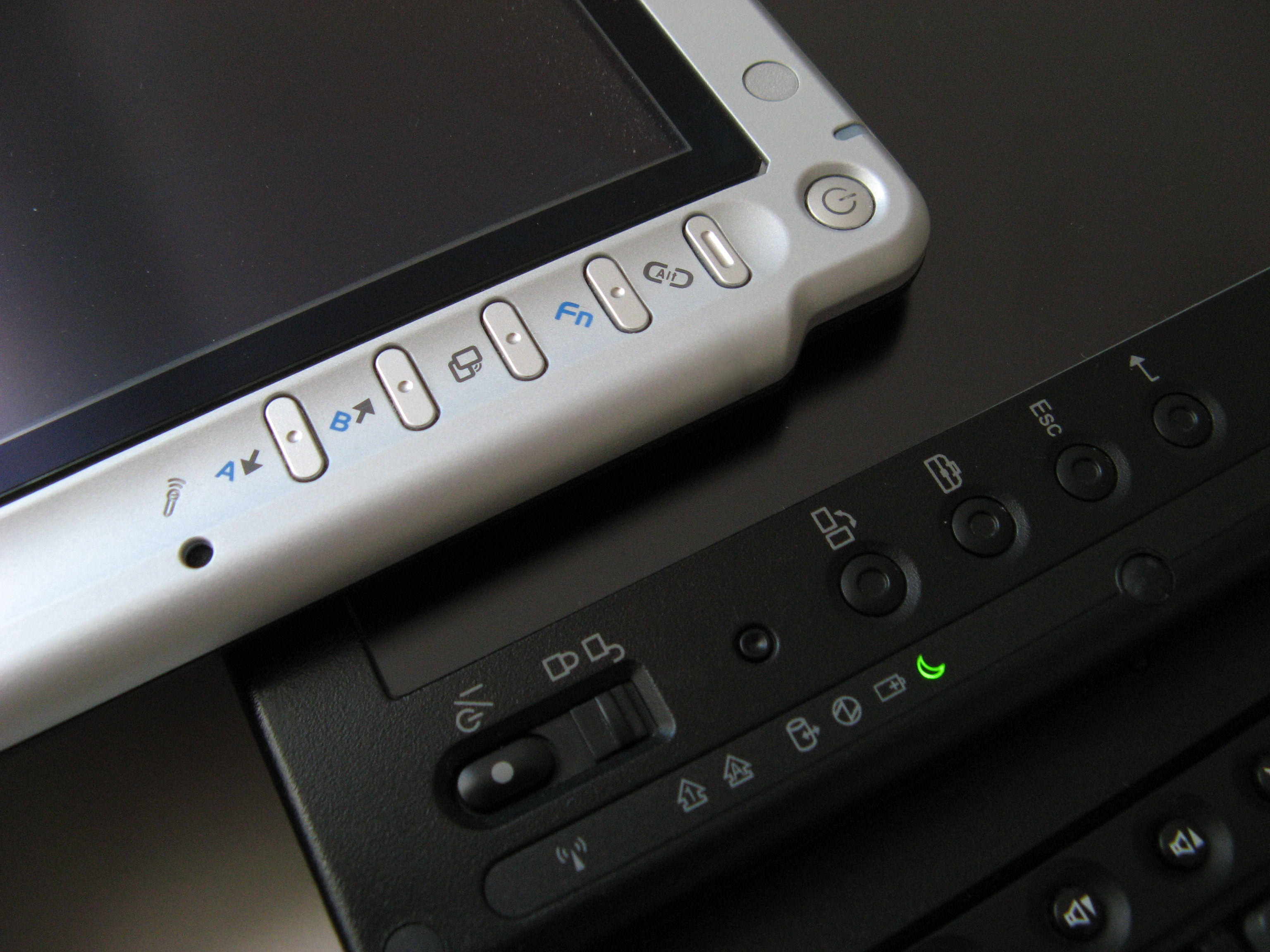
Tablet-PC-Tasten für Bildlauf, Rotation des Bildschirminhaltes und für die Tastenkombination ++

Seit 2005 dürfen nach den Spezifikationen von Microsoft auch Touchscreens eingesetzt werden, die eine Bedienung mit den Fingern ermöglichen (auch in Verbindung mit UMPCs). Hintergrund war, dass die meisten berührungssensitiven Displays anfangs nicht zwischen dem Auflegen der Hand auf dem Display und der Bedienung mit Stift oder Finger unterscheiden konnten, was zu Problemen beim Schreiben führte. Weitere Anforderungen waren, dass das Gerät einen Schnellstart aus dem Standby-Modus beherrschen und dem Legacy-Free-Design entsprechen muss (keine externen seriellen oder parallelen Schnittstellen). Außerdem kann der Bildschirminhalt über eine Taste für Hoch- und Querformat gedreht werden, damit wie auf Schreibblöcken üblich im Hochformat gearbeitet werden kann. Für die Verwendung in Unternehmensumgebungen ist ein Knopf für die Strg-Alt-Entf-Funktion zur Windows-Anmeldung und zum Aufruf des Taskmanagers vorhanden. Als Bauformen waren ursprünglich slate, convertible oder hybrid vorgesehen (siehe Abschnitt Arten von Tablet-PCs).
Die Definition von Microsoft beschreibt jedoch nur, welche Anforderungen ein Tablet-PC erfüllen muss, dass dieser mit der Tablet PC Edition von Windows XP verkauft werden durfte. Die nachfolgenden Versionen von Windows stellten die Tablet-Funktionen für alle Geräte mit einem passenden Eingabegerät bereit.

### Tablets
Neben den Geräten, die auf Microsofts Tablet PC-Standard basieren, existieren auch Geräte, die mit Linux oder macOS vertrieben werden. Aufgrund der Nutzung einer offenen Hardwarearchitektur sind die Betriebssysteme in der Regel untereinander austauschbar.
Neben den Tablet-PCs hat sich mit den Tablets eine ähnliche Gerätekategorie etabliert, die aus fingerbedienbaren Embedded-Systemen in Slate-Bauform besteht. Diese Geräte basieren auf einer geschlossenen Hardwarearchitektur mit einem festen Betriebssystem, die im Gegensatz zu Tablet-PCs vorrangig zum Medienkonsum gedacht sind. Eingeführt wurde diese Gerätekategorie Anfang 2010 mit dem iPad durch Apple.

## Hardware
Tablet-PCs stellen eine Gerätekategorie zwischen Laptops einerseits und PDAs bzw. Smartphones andererseits dar. Tablet-PCs im klassischen Sinne besitzen den gleichen Funktionsumfang wie Notebooks und sind ähnlich aufgebaut. Die Unterschiede bestehen hauptsächlich in der Bauform des Gehäuses und in dem über Stift und Berührung bedienbaren Display. Die restlichen Komponenten wie Prozessor, Festplatte und Arbeitsspeicher entsprechen den üblichen PC-Standards, um die vollständige Kompatibilität zu Software für x86-Prozessoren zu ermöglichen. Neuere Entwicklungen, wie das iPad basieren hingegen auf der Technologie von Smartphones und übertragen diese auf die Geräteklasse der Tablet-Computer. Da Tablet-PCs vorwiegend für den mobilen Einsatz gedacht sind, entsprechen sie ungefähr der Größe von Subnotebooks oder Netbooks. Gegenüber PDAs ist der größte Unterschied die größere und schwerere Bauform. Außerdem kommt in Tablet-PCs häufig ein Digitizer statt des berührungsempfindlichen Displays in PDAs zum Einsatz.

### Stiftbedienbares Display

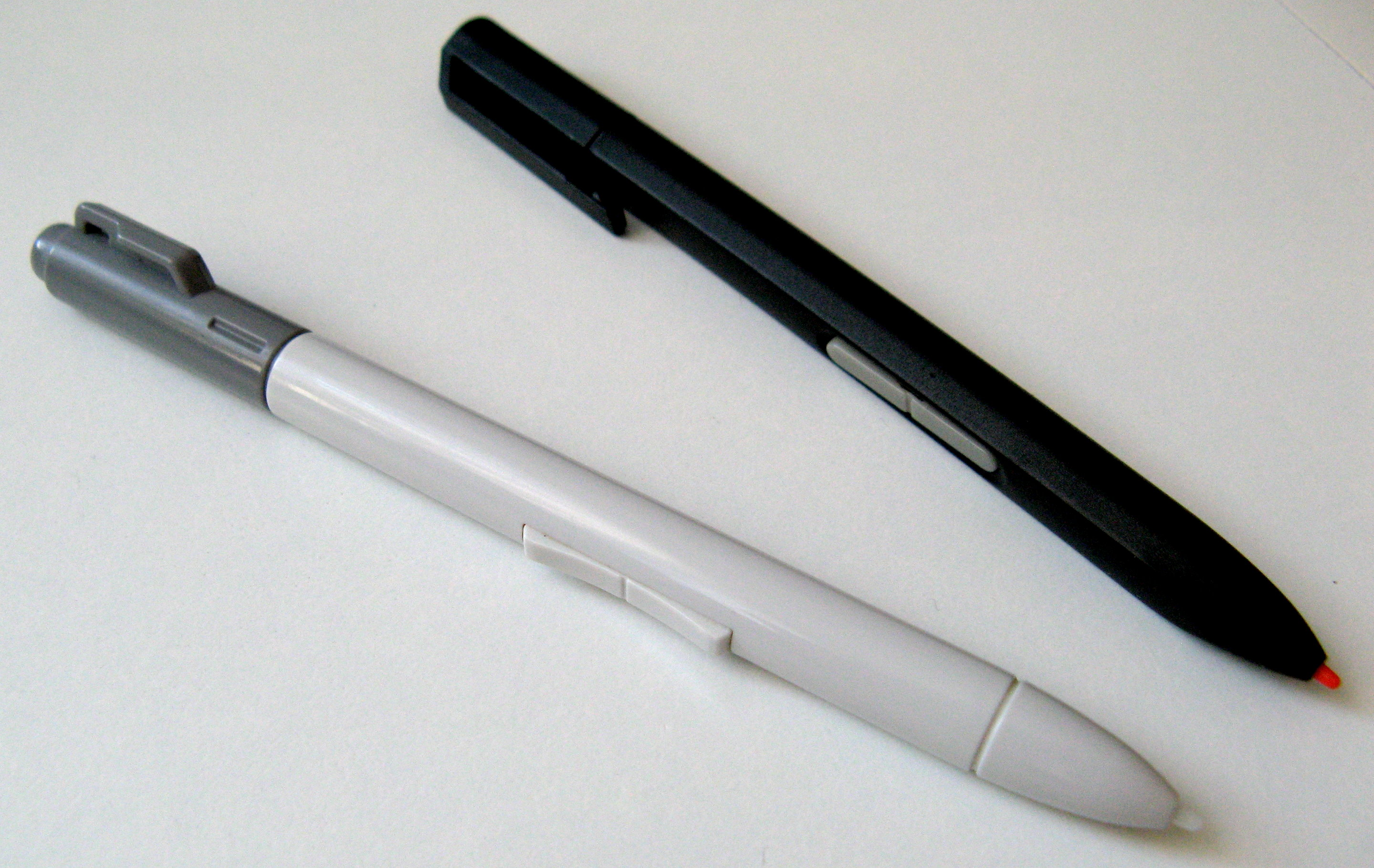
Digitizer-Stifte für Tablet-PCs, links mit „Radiergummi“-Funktion

Tablet-PCs können durch Schreiben mit dem Stift auf dem Bildschirm bedient werden, wobei ein induktiver Digitizer die Stiftbewegung erfasst. Im Gegensatz zum Touchscreen ist der Bildschirm dadurch berührungsunempfindlich, das heißt, der Handballen kann beim Schreiben auf dem Bildschirm liegen, ohne die Erkennung der Stiftposition zu stören. Allerdings ist die Bedienung damit im Gegensatz zu einem PDA ausschließlich mit einem passenden Spezialstift möglich. Diese Spezialstifte haben dafür aber Zusatzfunktionen, so lässt sich die Stärke des Drucks und die Stiftneigung beim Schreiben auswerten, und es gibt frei programmierbare Tasten.

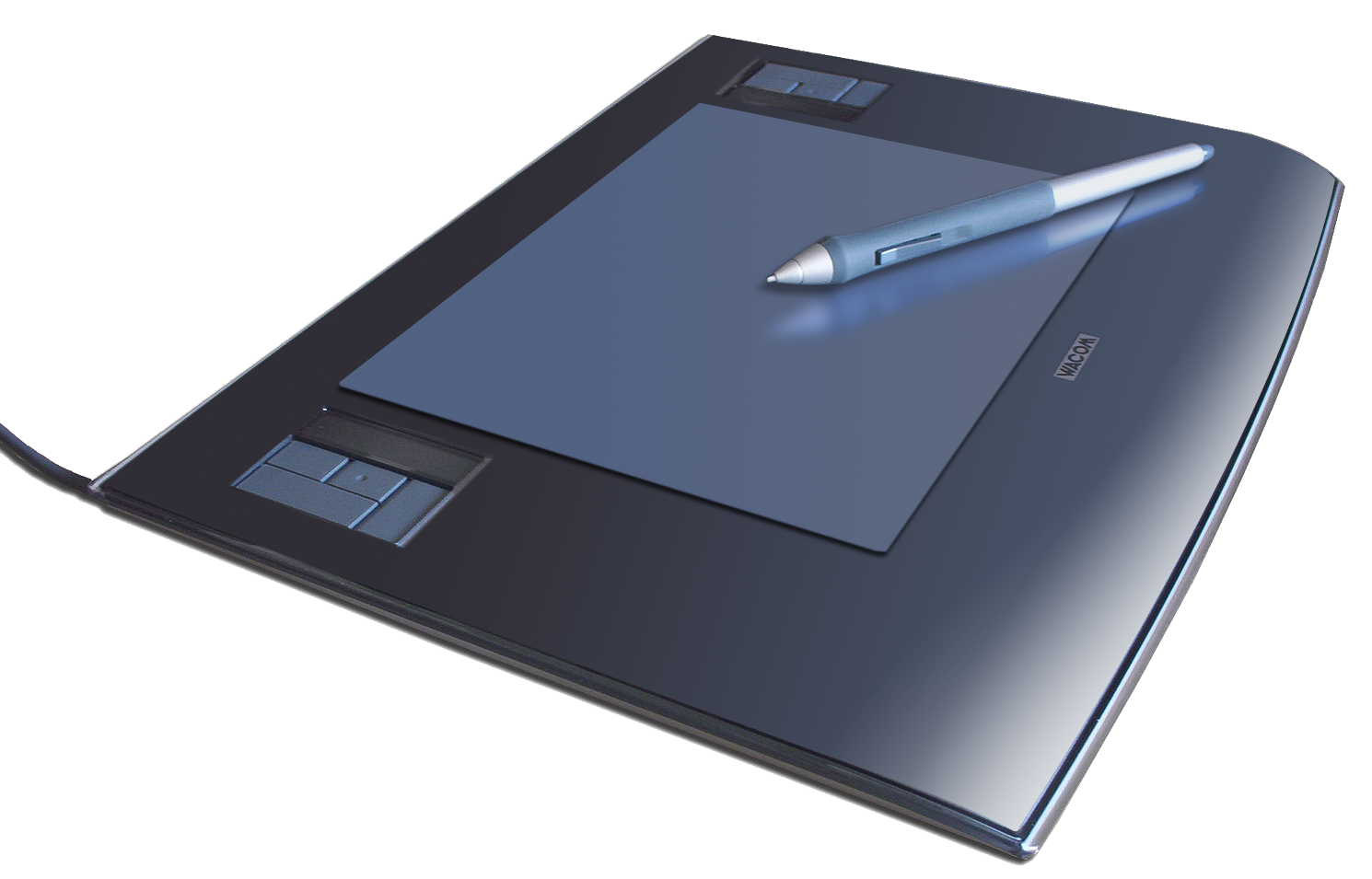
Ein Grafiktablett

Die eingesetzte Technik im Display entspricht der von Grafiktabletts. Dies geht so weit, dass bei zahlreichen aktuellen Tablet-PCs die Erkennungstechnologie von Wacom, einem Spezialisten für Grafiktabletts, integriert ist. Aus diesem Grund können alle Anwendungen, die für den Einsatz mit Grafiktabletts vorgesehen sind, ebenfalls mit Tablet-PCs verwendet werden.
Es kommen zwei Arten von Stiften zur Verwendung:
- mit Batterie: Der Stift kann 64 Druckstufen unterscheiden, die Ortsauflösung des Stiftes auf dem Displays ist relativ gering.
- ohne Batterie: Der Stift kann mehr als 64 Druckstufen (aktueller Standard: 254 Stufen). unterscheiden, das Display ist höher auflösend.

Seit 2005 können nach den Spezifikationen von Microsoft auch Touchscreens eingesetzt werden, wobei das Display jedoch mehrere Eingaben gleichzeitig verarbeiten können muss. Dies ist nötig, um zu unterscheiden, ob der Benutzer mit dem Stift (oder dem Finger) etwas eingeben will oder nur die Hand ablegt. Für einen Touchscreen kommt ein Eingabestift ohne Elektronik zum Einsatz.

### Gehäusebauformen

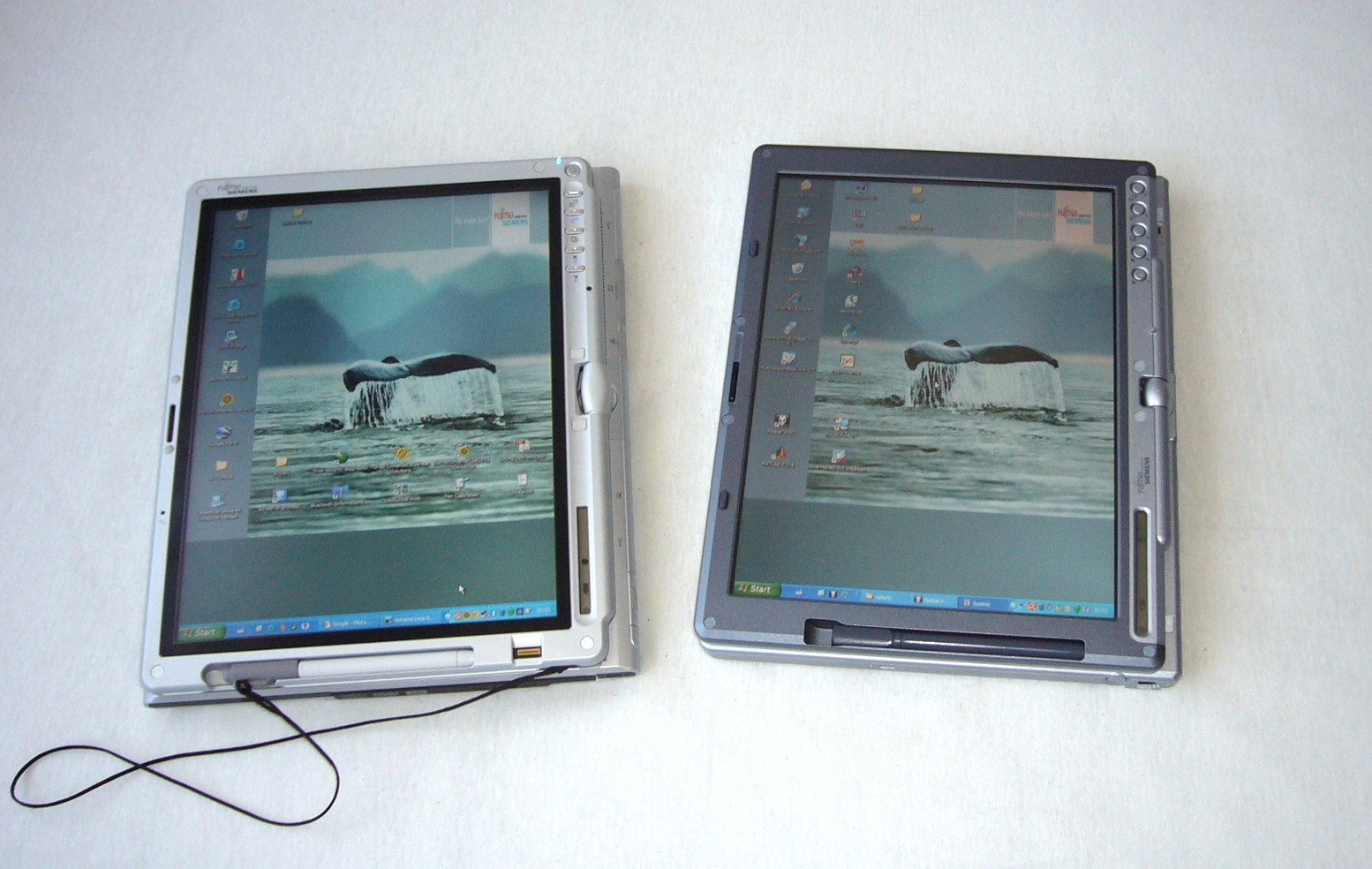
Convertible Tablet-PCs (FSC Lifebook T4210 und T3010)

Die drei ursprünglichen Konzepte von Tablet-PCs sind convertible, hybrid und slate. Seit 2006 existiert mit den UMPCs eine weitere Form tragbarer Computer, die nur mit den Fingern bedient werden.

#### Convertible
Die häufigste Bauform für Tablet-PCs ist der convertible (engl. für umwandelbar). Dabei hat der Benutzer im Prinzip die gleiche Funktionalität wie bei einem Notebook – insbesondere auch eine Tastatur – und kann zusätzlich das Display um 180 Grad drehen sowie anschließend mit dem Bildschirm nach oben über die Tastatur klappen, so dass der convertible mit dem Eingabestift wie ein Notizblock benutzt werden kann. Somit vereint diese Bauform die Vorteile von Tablet-PCs und konventionellen Notebooks. Nachteilig wirkt sich das höhere Gewicht und die deutlich größere Höhe des zusammengeklappten Gerätes gegenüber den anderen Bauformen aus, die eine längere Verwendung auf dem Arm erschweren. Dennoch sind convertibles verbreiteter, weil die eingebaute Tastatur den Benutzern die Sicherheit gibt, jederzeit mit dem gewohnten und bei Texteingabe schnelleren Eingabegerät arbeiten zu können. Der Stift kann aber auch im Notebook-Modus verwendet werden.

#### Slate
Als Slate (engl. für Schiefertafel) wird ein Tablet-PC bezeichnet, der auf die eigentliche Stiftbedienung beschränkt ist und keine Tastatur eingebaut hat. Damit besteht das Gehäuse im Gegensatz zum Notebook nur aus einem einzigen Block, statt in Tastatur- und Display-Block aufgeteilt zu sein. Durch die kompakte und gewichtsreduzierte Bauform dieser Geräte sind sie sehr mobil und ermöglichen ein längeres Arbeiten auf dem Arm. Das Fehlen der Tastatur ist unproblematisch, da sich alle Tablet-PCs auch ausschließlich durch den Stift mit Schrifterkennung sowie die am Gehäuse angebrachten Funktionstasten bedienen lassen. Bei Bedarf müssen Laufwerke und Tastatur als externe Geräte (üblicherweise über USB/Bluetooth oder eine Dockingstation) angeschlossen werden.
Ein Gerät, das äußerlich dieser Bauform entspricht, wurde 2010 von Apple mit dem iPad vorgestellt. Es unterscheidet sich aber in der fehlenden Stifteingabe und dem Fehlen von Anschlüssen für externe Eingabegeräte. Daneben ist durch die Verwendung eines abgespeckten Betriebssystems (Apple iOS) nur die Nutzung von freigegebenen Anwendungen möglich. Da andere Hersteller anschließend ähnliche Geräte auf den Markt brachten, entstand die neue Gerätekategorie der Tablet-Computer.

#### Hybrid
Eine seltene, aber häufiger werdende Bauform ist der Hybrid (engl. für Mischform), der die Eigenschaften von Convertible und Slate verbindet. Dabei kann die Tastatur genau wie beim Convertible hinter dem Bildschirm verstaut werden, ist aber zugleich ganz abnehmbar, was das Gerät in einen „reinen“ Slate verwandelt.
- Die drei Modelle von Compaq/HP (TC1000, TC1100 und Compaq Concerto) werden nicht mehr hergestellt.
- Der chinesische Hersteller Lenovo hat für Sommer 2010 ein Hybrid-Gerät mit der Bezeichnung ideaPad U1 angekündigt, auf dem Windows 7 und im slate-Modus Linux zum Einsatz kommen sollen.
- (Ein weiterer, 2011 von Asus unter dem Namen Transformer entwickelter Slate zählt mit dem Betriebssystem Android zu den Tablet-Computern. Er ist kein Microsoft Tablet-PC.)
- Auch Samsung hat einen Slate-PC entwickelt.[5]
- Microsoft hat eine eigene Microsoft Surface Linie mit Hybridrechnern mit 10,6 und 12 Zoll Bildschirmdiagonale im Angebot (Stand 2014)
- Der japanisch-deutsche Hersteller Fujitsu hat mit dem Stylistic Q702 einen 11,6 Zoll (29,5 cm) Hybrid mit Intel-i5-vPro Prozessor und Windows 7 oder 8 Professional im Sortiment (Stand 2014).[6]

#### UMPC

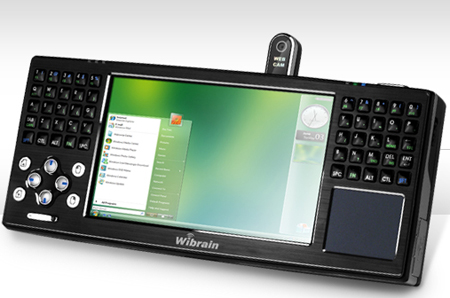
Ultra Mobile PC mit Touchscreen, Touchpad und seitlicher Tastatur

Ein Ultra-Mobile PC ist kein reiner Tablet-PC, sondern ein vollwertiger tragbarer Computer, der komplett mit den Fingern bedient werden kann und nur wenig größer als ein PDA ist. Auf einem UMPC kann eine Version von Windows XP Tablet PC Edition oder Windows Vista laufen, da auch ein Stift zur Eingabe verwendet werden kann. Damit ist ein UMPC ein Tablet PC. UMPCs können für viele Aufgaben eingesetzt werden, beispielsweise als Multimediaabspielgerät oder Navigationsgerät mit allen Möglichkeiten einer PC-basierenden Plattform.

## Stiftbedienung und Elektronische Tinte

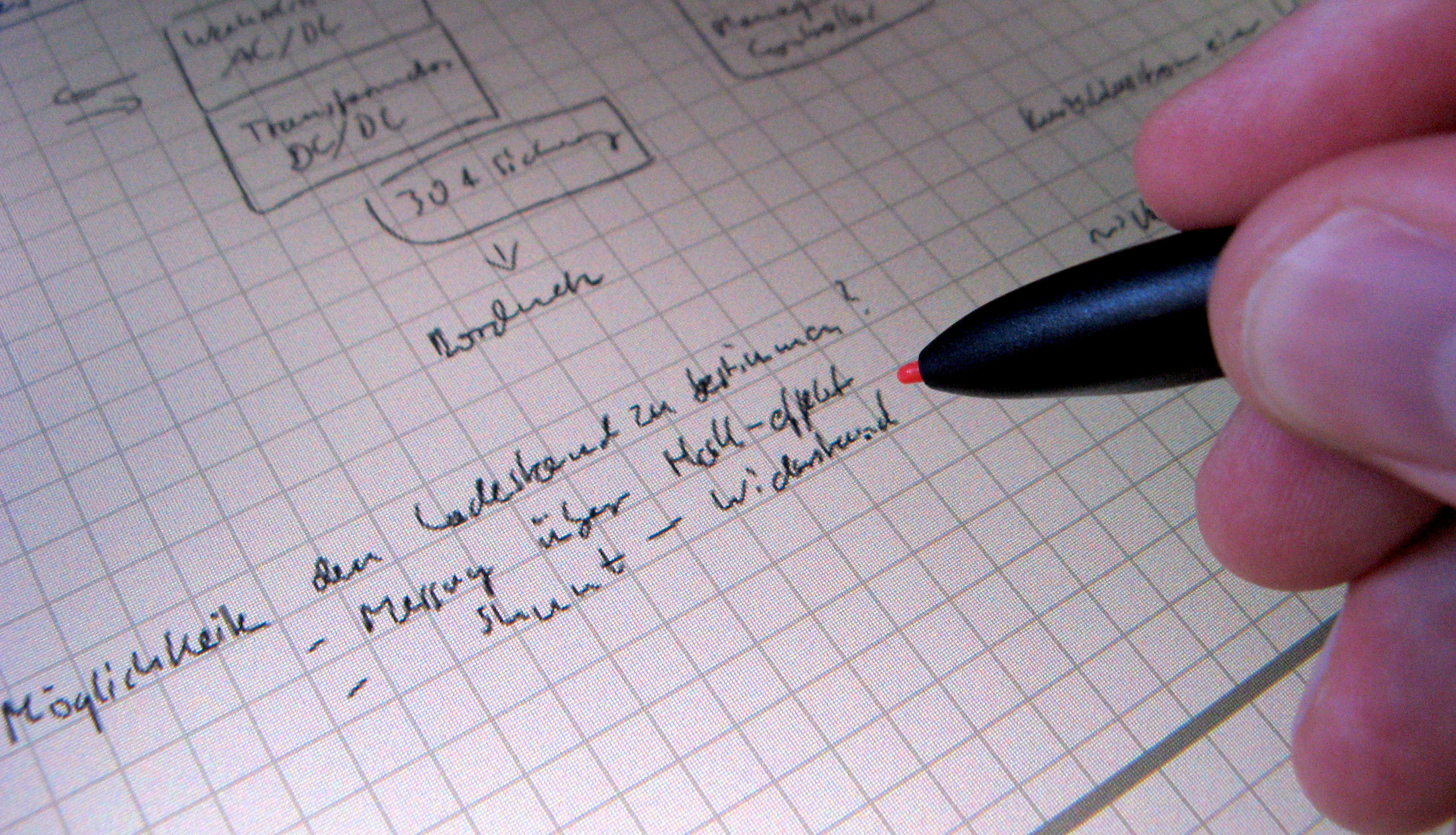
„Elektronische Tinte“ – Verwendung eines Tablet-PCs wie ein Blatt Papier

Zunächst ersetzt der Stift auf dem Tablet-PC die Maus, ähnlich wie bei der Eingabe über ein Grafiktablett an einem herkömmlichen PC. Einfaches Tippen auf dem Bildschirm entspricht einem Mausklick, doppeltes Tippen einem Doppelklick. Der rechte Mausklick wird durch tippen und halten ähnlich dem Pocket PC simuliert oder kann auf eine der meist vorhandenen Tasten am Stift gelegt werden. Ein Hauptmerkmal der Tablet-PCs ist die Möglichkeit der Texteingabe mit dem Stift, die jedoch nicht bei allen Tablet-PCs gegeben ist:
Die Idee des (Windows XP) Tablet PC war, dem Benutzer mit dem Stift auf dem Bildschirm das Gefühl zu geben, er würde mit Stift und Papier arbeiten. Dafür errechnet das System aus der Stiftspur auf dem Bildschirm Bézierkurven, die das Geschriebene mathematisch repräsentieren. Je nach Stift und Fähigkeit des Displays können neben der Position des Stiftes ebenfalls Druck und Stiftneigung ausgewertet werden. Anschließend werden die Kurven gerastert auf dem Display angezeigt. Dadurch entsteht für den Benutzer das Gefühl, er würde auf dem Bildschirm schreiben oder zeichnen.
Viele Programme für Tablet-PCs sind in der Lage, diese Freihandeingaben in Text umzuwandeln. Je nach Ansatz geschieht dies automatisch im Hintergrund oder auf Benutzeranforderung hin. Auch die Freihandeingaben sind somit nach Stichworten durchsuchbar beziehungsweise können in anderen Programmen als normaler Text weiterverarbeitet werden. Allerdings eignet sich die Stifteingabe weniger für reine umfangreiche Texteingaben, da der Nutzer mit der Tastatur dabei in der Regel schneller ist. Für komplexe mathematische Formeln, Skizzen oder für das Kommentieren von Dokumenten ist diese Art der Eingabe jedoch von Vorteil.

### Betriebssysteme
Als Betriebssystem kam ursprünglich eine erweiterte Version von Windows XP zum Einsatz, die Windows XP Tablet PC Edition. Nach etwa zwei Jahren erschien eine weitere Version, die Windows XP Tablet Edition 2005, die auf dem Windows XP Service Pack 2 basiert. Dabei wurden fast alle Komponenten wie der Tablet-Eingabebereich und die gesamte Handschrifterkennung überarbeitet. Bei dem Nachfolger, Windows Vista, gibt es keine spezielle Version für Tablet PC mehr, da die Tablet PC-Funktionen in allen Versionen außer Home Basic und Starter nativ enthalten sind.

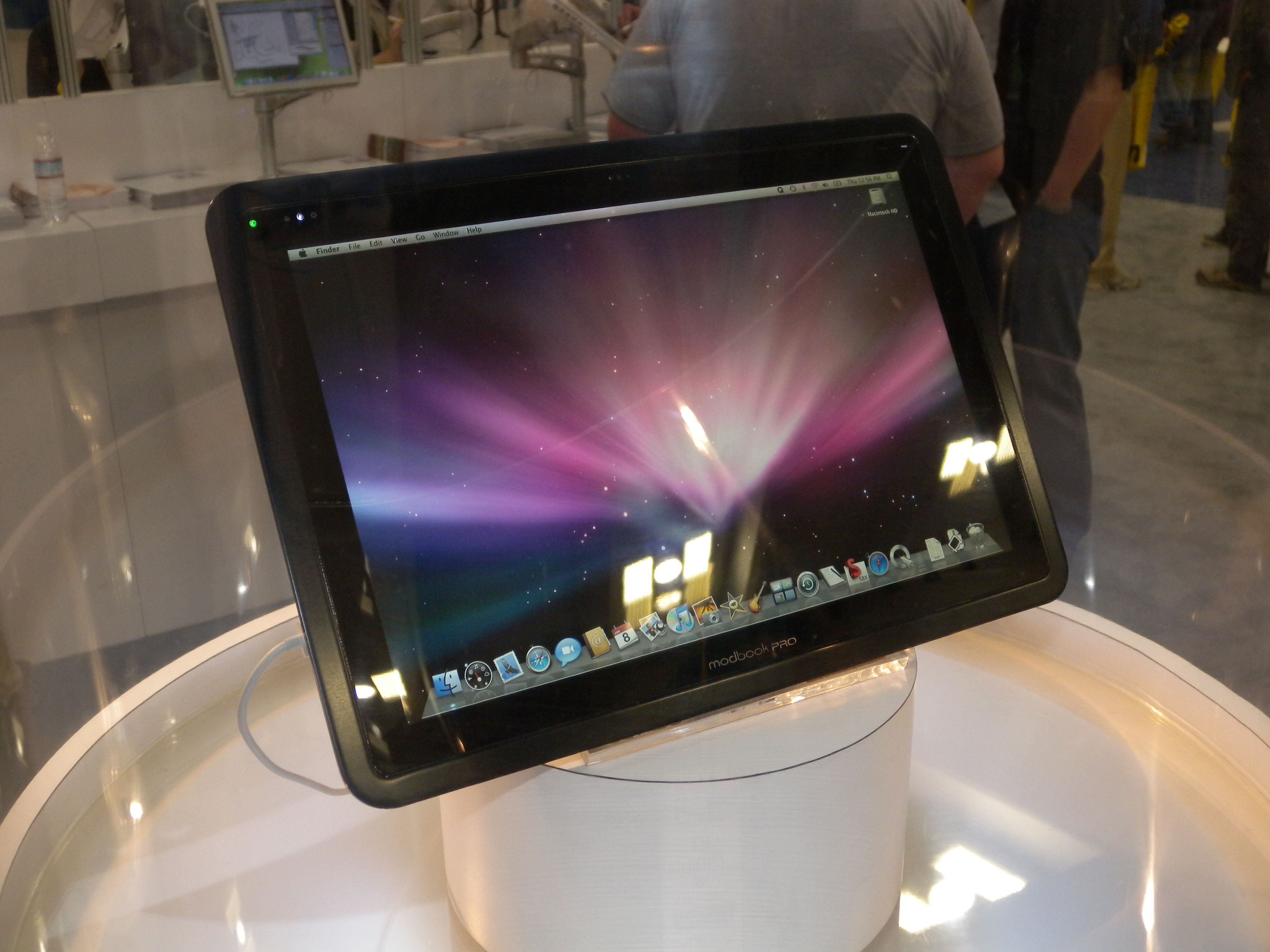
Das ModBook Pro – ein modifiziertes MacBook mit dem Betriebssystem Mac OS X.

Durch die Standardhardware und die Kompatibilität zu Grafiktabletts kann der Stift auch unter anderen Betriebssystemen, wie beispielsweise Linux, verwendet werden. Die Firma Lycoris beispielsweise bot eine entsprechend angepasste Linux-Version mit den benötigten Treibern und Zusatzfunktionen für die Stifteingabe an. Mac OS X unterstützt die Stifteingabe und Handschrifterkennung nativ, jedoch sind passende Endgeräte bisher nur als modifizierte Versionen der Standard-Hardware von Drittanbietern erhältlich.
Um ohne Tastatur Anwendungen nutzen zu können, die nicht speziell für Tablet-PCs angepasst sind, existiert in allen Betriebssystemen eine Freihandeingabeleiste. Unter Windows erscheint diese, sobald mit dem Stift ein Textfeld ausgewählt wurde, und ermöglicht dem Benutzer die Eingabe von Text per Stift. Dabei kann die Handschrifterkennung oder die Bildschirmtastatur verwendet werden.
Außerdem ist in der Tablet PC Edition von Windows XP das Programm Windows Journal enthalten, das Schreiben und Zeichnen wie auf einem normalen Block Papier ermöglicht. Dabei stehen alle gewohnten Möglichkeiten von Computerprogrammen zur Verfügung, also durchsuchen, rückgängig machen, kopieren, einfügen (von Bildern und Texten), Format ändern, verschieben, skalieren etc. Der Journal Viewer ermöglicht die Anzeige von Journal-Dateien auf Nicht-Tablet-PCs.
Mit Windows Vista wurde die Funktionalität für Tablet-PCs erweitert. Neu sind die Gestenerkennung sowie die Integration einer virtuellen Maus, die auch das Bedienen von sehr kleinen Bildschirmen ermöglicht, wie sie bei UMPCs verwendet werden. Die Handschrifterkennung ist in Windows Vista lernfähig und nicht mehr bloß über die Erweiterung des Wörterbuches anpassbar. Unter Windows Vista werden, im Gegensatz zu Windows XP Tablet PC Edition, ausgeführte Klicks durch aufleuchtende Kreise visualisiert, um eine bessere Rückmeldung zu ermöglichen.
In Windows 7 hat Microsoft den Eingabebereich überarbeitet und dabei unter anderem die Tasten der virtuellen Tastatur vergrößert und Korrekturgesten eingeführt. Die Handschrifterkennung kann nun vom Anwender auch auf Deutsch trainiert werden. Ein Mathematik-Eingabebereich ermöglicht das Schreiben mathematischer Formeln mit dem Stift.
Es existieren Alternativen zu den Erweiterungen von Windows, so besteht mit riteScript eine Alternative zum Microsoft Tablet PC-Eingabebereich mit einer eigenen Handschrifterkennung. Mit diesem Programm ist die handschriftliche Texteingabe auf dem kompletten Bildschirm möglich.

### Handschrifterkennung
Die Handschrifterkennung bei der Eingabe über einen Stift direkt am PC unterscheidet sich deutlich von der Erkennung des Textes bei einem OCR-System. Bei der offline-Texterkennung in einem OCR-System muss erst eine Vorlage in ein digitales gerastertes Bild gewandelt werden, wohingegen die online-Handschrifterkennung in einem Tablet-PC direkt auf die mit einem Stift geschriebenen Kurven zugreifen kann. Damit sind Informationen wie die Geschwindigkeit der einzelnen Abschnitte der Kurvenzüge und die Reihenfolge der einzelnen Kurven verfügbar, die sich bei der offline-Texterkennung nicht mehr rekonstruieren lassen.
Die Kurven werden dabei als Folge von Punkten gespeichert, die eine Reihe von Operationen zur Korrektur (Zeilenausrichtung, Normalisierung der Größe, Ausrichtung der Buchstaben) durchlaufen. Danach werden die Merkmale der Schrift, genauer die Trajektorien der Kurven, extrahiert. Anschließend werden Wahrscheinlichkeiten für verschiedene Wörter mittels Hidden-Markov-Modellen aus der Aneinanderreihung von einzelnen Buchstaben und Gruppen von Buchstaben (N-Gramm), die in ihrem Aussehen voneinander abhängig sind, berechnet. Abhängig von der Qualität der Modelle der Buchstaben(-gruppen) und des Wörterbuchumfangs können anschließend die erkannten Worte ausgegeben werden.

### Anwendung von Gesten
Das Fehlen einer Tastatur bei manchen Modellen erschwert die Verwendung von Tastenkombinationen. Prinzipiell sind viele Tastenkombinationen über die Bildschirmtastatur erreichbar, jedoch gehen die Vorteile wie Schnelligkeit und einfache Erreichbarkeit der dahinterliegenden Funktionen damit verloren. Ähnlich wie Mausgesten, also das Zeichnen von Figuren mit einer Maus oder in diesem Fall dem Stift, kann der Benutzer mit definierten Figuren verschiedene Aktionen auslösen. Einige Programme unterstützen Gesten nativ, oft übernehmen jedoch spezialisierte Programme diese Funktion. Unter Windows Vista werden einige Gesten direkt vom Betriebssystem unterstützt, wie die Navigation in Webseiten (vorheriger/nächster) oder das Scrollen in Dokumenten.

### Spracheingabe
Alternativ bietet die englische Version von Windows XP Tablet Edition und alle Versionen von Windows Vista zusätzlich die Option der Spracheingabe über das in allen Tablet PC vorhandene Mikrofon. Im Gegensatz zur eingebauten Spracherkennung in Windows XP Tablet PC Edition können andere kommerzielle Anwendungen und die Spracherkennung in Windows Vista meist auch trainiert und erweitert werden.

### Programme mit speziellen Funktionen für Tablet-PCs
Um den Stift mit allen Vorteilen als Eingabegerät nutzen zu können, müssen die Anwendungen dafür vorbereitet sein.
Die meisten vektorbasierenden Zeichenprogramme (z. B. CorelDraw oder Inkscape) unterstützen die Stifteingabe. Ebenso kann der Stift in vielen Bildbearbeitungsprogrammen (z. B. Adobe Photoshop) wie ein herkömmliches Grafiktablett verwendet werden.
Weiterhin existieren von Microsoft mehrere Sammlungen von kleinen Softwaretools (Microsoft Experience Pack für Tablet PC und Microsoft Education Pack) mit verschiedenen Anwendungen, die das Potential von Tablet-PCs zeigen sollen. Dabei sind beispielsweise Programme zum Erkennen von handgeschriebenen mathematischen Formeln, zum Schreiben von Noten, ein Kreuzworträtsel oder ein Programm für Klebezettel auf dem Desktop. Es werden auch spezielle Plug-Ins angeboten, beispielsweise für Microsoft Office, um Anwendungen mit Funktionen für Tablet-PCs zu erweitern und die Produktivität zu steigern. Beispiele hierfür sind Tablet Enhancements for Outlook TEO und InkGestures for Word.

## Verwendungszweck und Verbreitung
- Die Slate-Modelle werden zum Beispiel in Krankenhäusern bei Visiten zur direkten Nutzung von elektronischen Patientenakten über ein drahtloses Netzwerk eingesetzt.[10]
- Tablet-PCs eignen sich als Ersatz für interaktive Whiteboards und Tageslichtprojektoren bei Präsentationen oder Seminaren (zusammen mit einem Videoprojektor) und zur Kombination von computergestützten Präsentationen und herkömmlichen Unterrichtsmethoden an einer Schreibtafel. So unterstützt Microsoft Office PowerPoint das Zeichnen, Schreiben und Markieren direkt in einer laufenden Bildschirmpräsentation.[11]
- In Konferenzen oder Verkaufsgesprächen können Tablet-PCs eingesetzt werden, da sich das Display nicht mehr störend zwischen den Gesprächspartnern befindet.
- Tablet-PCs können mit angepasster Lernsoftware auch in Schulen eingesetzt werden, etwa um Kinder beim Lernen des Schreibens zu unterstützen.
- Sie werden auch zur Datenerfassung, beispielsweise im Rahmen von Einstellungsverfahren in der Personalauswahl genutzt.[12]
- Bei Studenten werden Tablet-PCs verwendet, um in Vorlesungen die oft schon digital vorliegenden Skripte und Handouts zu ergänzen.
- Ein weites Einsatzspektrum sind zudem Anwendungen im professionellen Outdoor-Bereich. Hierzu müssen die Tablet-PCs besonders robust ausgelegt sein – beispielsweise für den Einsatz in der Notfallmedizin.[13]

Durch die abnehmende Größe der Geräte und die zunehmende Leistungsfähigkeit von PDAs verwischt die Grenze zwischen beiden Kategorien zunehmend.
Eine sogenannte Killerapplikation, die eine deutlich schnellere Verbreitung von Tablet-PCs bewirken würde, stand bis zum Jahr 2009 aber noch aus. Die Verbreitung wurde anfangs durch die sehr hohen Preise gebremst. Der Absatz im dritten Quartal 2003 betrug beispielsweise nur ungefähr 1 Prozent (92.000 Einheiten) aller verkauften Notebooks. Die Preise für die Endgeräte sinken jedoch immer weiter und lagen 2008 ungefähr auf dem Niveau vergleichbarer Notebooks. Seit 2010 sind Geräte für einen Preis von weniger als 600 € verfügbar.

### Marktübersicht (unvollständig)
| Hersteller & Modell              | Displaygröße (in Zoll) (Typ) | Display- Auflösung | CPU Typ/Takt/Cores                                       | RAM    | Speicher                | F-Cam  | H-Cam  | Gewicht (in g)           | Batterie- laufzeit (in h) | Größe (H×B×T) (in mm)             | OS              |
| -------------------------------- | ---------------------------- | ------------------ | -------------------------------------------------------- | ------ | ----------------------- | ------ | ------ | ------------------------ | ------------------------- | --------------------------------- | --------------- |
| Acer Iconia Tab W500             | 10,1 LED                     | 1280×800           | AMD Fusion C-50 1 GHz (Dual-Core)                        | 2 GB   | 32 GB SSD               | 1,3 MP | 1,3 MP | 970                      | 5                         | 210×280×16                        | Windows 7       |
| Acer Iconia Tab W3-810           | 8,1 LED                      | 1280×800           | Intel Atom Z2760 1,80 GHz (Dual-Core)                    | 2 GB   | 32 oder 64 GB SSD       | 2 MP   | 2 MP   | 510                      | 8                         | 135×219×11,5                      | Windows 8       |
| Acer Iconia 6120                 | 14,0 LED, 2×                 | 1366×768           | Intel Core i5 480M 2,66 GHz (Dual-Core)                  | 4 GB   | 640 GB                  | 1,3 MP | –      | 2798                     | 2                         | 346×248×32                        | Windows 7       |
| Acer Aspire 1825PTZ              | 11,6                         | 1366×768           | Intel Pentium SU4100 1,3 GHz (Dual-Core)                 | 4 GB   | 250 GB                  | 0,3 MP | –      | 1720                     | 8                         | 285×208,9×28,5/34,5               | Windows 7       |
| Asus Eee Slate EP121             | 12,1 LED                     | 1280×800           | Intel Core i5-470UM 1,30 GHz (Dual-Core)                 | 4 GB   | 64 GB SSD               | 2,0 MP | –      | 1160                     | 4,5                       | 207,2×312×16,95                   | Windows 7       |
| chiliGREEN E-Board               | 10,1 LED                     | 1024×600           | Intel Atom N455 1,66 GHz                                 | 2 GB   | 16 GB                   | 1,3 MP | –      | 835                      | ?                         | 274×170×14,5                      | Windows 7       |
| Dell Latitude XT2                | 12,1 LED                     | 1280×800           | Intel Core 2 Duo (SU9400/SU9600) 1,2/1,4 GHz (Dual-Core) | 1-5 GB | 60-128 GB               | –      | –      | 1640                     | ?                         | 297×220×27,4                      | Windows 7       |
| Fujitsu Stylistic ST6012         | 12,1 LED                     | 1280×800           | Intel Core 2 Duo (SU9400) 1,4 GHz (Dual-Core)            | 1-2 GB | 128/160/320 GB          | –      | –      | 1600                     | ?                         | 325×220×23,8                      | Windows 7       |
| Fujitsu LifeBook TH40/D          | 10,1 LED                     | 1024×600           | Intel Atom Z670 1,5 GHz                                  | 1 GB   | 120 GB                  | 0,3 MP | –      | 1100                     | ?                         | ?×?×17                            | Windows 7       |
| HP Elitebook 2760p               | 12,1 LED                     | 1280×800           | Intel Core i5-2540M 2,66 GHz (Dual-Core)                 | 4 GB   | 128 GB SSD / 320 GB HDD | 1,0 MP | –      | 1835                     | 4,5                       | 230×290×33                        | Windows 7       |
| Lenovo IdeaPad P1                | 10,1                         | 1280×800           | Intel Atom 1,5 GHz                                       | 2 GB   | 64 GB                   | 2 MP   | 5 MP   | 750                      | 8,7                       | 264×189×13,3                      | Windows 7       |
| Lenovo ThinkPad Tablet 2         | 10,1                         | 1366×768           | Intel Atom Z2760 1,8 GHz (Dual-Core)                     | 2 GB   | 64 GB                   | 2 MP   | 8 MP   | 600                      | 10                        |                                   | Windows 8       |
| Lenovo ThinkPad X220 Tablet      | 12,5 LED                     | 1366×768           | Intel Core i3-2310M 2,1 GHz (Dual-Core)                  | 2 GB   | 250 GB                  | 1 MP   | –      | 1760                     | 8                         | 305×228×27                        | Windows 7       |
| Microsoft Surface                | 10,6                         | 1366×768           | Nvidia Tegra 3 1,3 GHz (QuadCore)                        | 2 GB   | 32/64 GB                | 1 MP   | 1 MP   | 676                      | 8                         | 274,6×175×9,4                     | Windows RT      |
| Microsoft Surface Pro            | 10,6                         | 1920×1080          | Intel Core i5 1,7 GHz (Dual-Core)                        | 4 GB   | 64/128 GB               | 720p   | 720p   | 903                      | 4                         | 274,6×173×13,5                    | Windows 8 Pro   |
| Microsoft Surface 2              | 10,6                         | 1920×1080          | Nvidia Tegra 4 1,7 GHz (QuadCore)                        | 2 GB   | 32/64 GB                | 3,5 MP | 5 MP   | 675                      | 10                        | 274,6×172,5×8,9                   | Windows RT 8.1  |
| Microsoft Surface 2 Pro          | 10,6                         | 1920×1080          | Intel Core i5-4200U 1,6 GHz (Dual-Core)                  | 4/8 GB | 32/64 GB & 256/512 GB   | 720p   | 720p   | 900                      | 6                         | 274,6×172,5×13,5                  | Windows 8.1 Pro |
| Motion C5v                       | 10,4 LED                     | 1024×768           | Intel Core i7 680UM 1,46 GHz                             | 2/4 GB | 30/62/160 GB            | 1,3 MP | 3,0 MP | 1500                     | > 4                       | 256×256×24                        | Windows 7       |
| Motion CL900                     | 10,1 LED                     | 1366×768           | Intel Atom Processor Z670 1,5 GHz                        | 1/2 GB | 30/62 GB SSD            | 1,3 MP | 3,0 MP | 953                      | 8                         | 179×277×15                        | Windows 7       |
| Motion F5v                       | 10,4 LED                     | 1024×768           | Intel Core i7 680UM 1,46 GHz                             | 2/4 GB | 30/62/120/160 GB        | 1,3 MP | 3,0 MP | 1500                     | > 4                       | 256×256×24                        | Windows 7       |
| Motion J3500                     | 12,1 LED                     | 1024×800           | Intel Core i7 680UM 1,46 GHz                             | 2/4 GB | 30/62/160 GB            | –      | 3,0 MP | 1600                     | 3,3 (2. Akku möglich)     | 231×323×23                        | Windows 7       |
| MSI WindPad 100W                 | 10,0 LED                     | 1280×800           | Intel Atom Z530 1,6 GHz                                  | 2 GB   | 32 GB                   | 1,3 MP | 1,3 MP | 800                      | ?                         | 274×173×18,5                      | Windows 7       |
| MSI WindPad 110W                 | 10,0 LED                     | 1280×800           | AMD Fusion C-50 1 GHz (Dual-Core)                        | 4 GB   | 32/64 GB                | 1,3 MP | 1,3 MP | 850                      | ?                         | ?                                 | Windows 7       |
| Samsung 700T1A                   | 11,6 LED                     | 1366×768           | Intel Core i5 2467M 1,6 GHz (Dual-Core)                  | 4 GB   | 64 GB SSD               | 2,0 MP | 3,0 MP | 960                      | 6,1                       | 184×296×13                        | Windows 7       |
| Samsung ATIV smart PC Pro 700T1C | 11,6 LED                     | 1920×1080          | Intel Core i5-3317U 1,7 GHz (Dual-Core)                  | 4 GB   | 128 GB SSD              | 2,0 MP | 5,0 MP | 900 (ohne Tastatur-Dock) | 8                         | 267×189,4×19 (ohne Tastatur-Dock) | Windows 8       |
| Xplore iX104C5                   | 10,4 LED                     | 1024×768           | Intel Core i7 620UM 1,06 GHz (Dual-Core)                 | 2 GB   | 40/80 GB SSD            | –      | 3,0 MP | 2380                     | 6,5                       | 210×284×41                        | Windows 7       |

Quelle, wenn nicht genannt
 –  = nicht vorhanden; ? = unbekannt

## Vergleich mit Standardnotebooks

### Vorteile
Tablet-PCs ermöglichen eine natürlichere Form der Eingabe – Zeichnen und Schreiben sind ohne Vorkenntnisse in Benutzung von Maus und Tastatur möglich. Die Verwendung von handgeschriebenen Notizen und Skizzen steigert die Produktivität, da alle Vorgänge wie auf Papier durchgeführt werden und digital archiviert werden können. Damit sind alle Dokumente immer verfügbar und gleichzeitig durchsuchbar ohne den Aufwand einer physischen Archivierung von Dokumenten.
Die Gestenerkennung ermöglicht eine große Effizienzsteigerung, da mit einem Stift gegenüber Mausgesten eine genauere Benutzereingabe möglich ist. Die Verwendung des Stifts auf dem Bildschirm ermöglicht ein wesentlich präziseres Arbeiten als mit der Maus. Er ist daher ein gängiges Werkzeug für Künstler/Designer (digitales Malen).
Slate-Tablet-PCs sind im Vergleich zu herkömmlichen Notebooks wesentlich kleiner und leichter und damit einfacher mitzuführen. Außerdem sind Tablet-PCs die einzigen wirklich mobilen Computer, da sie im Stehen verwendet und mit einer Hand bedient werden können – auf der Unterseite ist bei einigen Modellen eine rutschfeste samtartige Schicht und teilweise ein Halteriemen angebracht, was das Halten vereinfacht. Da das Display für eine ständige Benutzung mit einem Stift und die Berührung mit der Hand ausgelegt ist, sind die Oberflächen meist kratzfest und unempfindlicher gegenüber Schweiß. Bei der Verwendung in Sitzungen oder bei Kundengesprächen unterbrechen sie nicht den Sichtkontakt zwischen Gesprächspartnern, da sie flach auf dem Tisch liegen können.
Seit Ende 2015 gibt es einen neuen Microsoft Tablet-PC namens Microsoft Surface 4. Dieser verkörpert die Eigenschaften eines Notebooks in einem Tablet. Hierbei ist zusätzlich eine Tastatur vorhanden, welche sich ab- bzw. anmontieren lässt. Somit kann man entscheiden, ob man dieses als Tablet oder Notebook nutzen möchte.

### Nachteile
2003 waren durch die aufwändigere Konstruktion und den geringen Absatz Tablet-PCs gegenüber gleich ausgestatteten Notebooks noch bis zu 500 Euro teurer, 2010 war dieser Preisunterschied fast verschwunden.
Die Bildschirmgrößen sind durch die Optimierung auf Mobilität beschränkt. Viele Modelle werden als Subnotebooks verkauft und sind nur mit 12"- oder 13"-Displays erhältlich, einige Ausnahmen besitzen 14,1"-Displays. Die Bauart als Subnotebooks und das geringe Gewicht führen dazu, dass besonders die Slate-Modelle oft keine optischen Laufwerke besitzen und teilweise kleinere Standardakkus verwendet werden. Außerdem verbraucht die Rasterung der gezeichneten Kurven im Tablet-Betrieb wesentlich mehr Rechenzeit als das bloße Tippen von Text, was sich besonders bei älteren Modellen negativ auf die Akkulaufzeit auswirkt.
Beim Schreiben mit dem Stift ist die Eingabegeschwindigkeit wesentlich geringer als die maximal mögliche Geschwindigkeit beim geübten Tastschreiben.